# 李再唐
李再唐（英語：Patrick Lee Joi Tong，1955年—），字崇祖，法號「智悟」，前香港廣播界人物，歷任香港電台第一台台長、第二台台長、節目推廣總監等崗位。他於1965年加入廣播行業，2003年至2009年出任香港電台機構發展組總監，2009年至2011年主要以第五台台長身份推廣文教資訊，2011年退休後轉當風水師。而從事廣播事業多年，李再唐涉足過編導、監製及主持工作。自1980年代起至2000年代中著手籌備多屆十大中文金曲頒獎音樂會，1990年代嘗試透過多元化的途徑讓香港聽眾認識國語歌，亦於2000年創立全球華語歌曲排行榜。

## 背景

### 早年生活
李再唐生於香港，早年在九龍深水埗區成長。他是凰漸李氏第100代後人，唐太宗李世民第56代子孫，父親李發文的長房長子（長房計有8名子女）。其名字「再唐」寓意繼承李家歷代當堪輿學家的傳統，使唐朝金紫光祿大夫楊筠松一脈承傳下來的堪輿文化得以薪火相傳。李發文是高州三合派術數師，與一妻二妾育有16名子女，其中長房兒子、李再唐的胞弟李丞責及三房幼子李星瑭亦為風水師。學業上，李再唐1961年畢業於青山道錫安學校（幼稚園部），1967年畢業於五邑工商總會學校，繼而於1968年考入崇真書院。當他就讀小學四年級時，他已接受父親教導，接觸命理術數。

### 廣播路上
由6歲開始，李再唐亮相由鄧慧嫻主持的香港電台兒童節目「空中小園地」。事緣他對玩遊戲頗感興趣，於是主動寄信到香港電台當年位於中環水星大廈的廣播基地，以類似天才表演的方式講故事和參演話劇。不久獲鄧慧嫻邀請長期主持「媽媽講故事」、「小訪園」等環節。及至1965年初試啼聲，任小播音員。當年他一邊求學，一邊發展其廣播事業，從未間斷。中學畢業後便報讀香港浸會學院中文系，同期以兼職身份到電台工作。在1978年大學畢業後，他正式加入香港電台，任職合約節目主持兼助理編導。初期為兒童節目和兒童舞台音樂劇撰稿，接著朱培慶覺得李再唐為節目特輯所撰寫的文稿生動有趣而安排他編導其主持的「八十年代」（包括「時代名人」環節），同時主持節目內的訪問部分。李再唐其餘主持過或參與製作的節目計有「太平山下漫步」、「逢三進入問答比賽」、香港電台與市政局合辦的「青少年天地」等等。為了發揚粵劇文化，李再唐其時與廣播組同事出演龍翔劇團劇目。他就在此時期向袁小田、名旦江雪鷺等人學習北派粵劇功架。工餘以外又會與顏國樑、李永耀以及伍家廉組織一支樂隊「伍顏李李」玩音樂，接下市政局娛樂事務組的活動演唱英文歌曲。自己之後另組樂隊「Jazz of Diamond」作業餘表演。
後來李再唐於1980年5月獲擢升為助理節目主任。因應電台於1981年成立文化活動組，他協助籌辦第一台主辦的大型直播節目「歡樂第一台」。雖然漸漸兼顧更多行政工作，他仍然聲演廣播劇，也曾經聲演香港電台最長壽的歷史教育節目「中華五千年」。1980年代中期已被安排累積製作音樂活動經驗，促進中港兩地音樂文化交流。及後於1988年，香港電台改以發展公共事務為方針，李再唐遂調任第一台一般節目統籌。而後更加專注於節目策劃事宜，並出任節目推廣總監，以外勤廣播形式如舉辦「小搖彩」、「名人競投響全城」、「青春交響之夜」一類節目去拉近電台與大眾的關係。另外跨界合作可見於例子諸如與廣東電台文藝台、珠江經濟廣播電台共同協辦粵港業餘粵曲大賽。踏入1988年至2010年代之前，李再唐以大會總監身份主理十大中文金曲頒獎音樂會。前期多為技術總監，後期集中提高選舉的公平性，從而避免給予外界一個造馬的觀感。他正出任第一台台長時，則為客觀地推介亞洲地區的華語歌曲而於2000年成立全球華語歌曲排行榜，兼任香港電台音樂統籌委員會主席。2000年代前後，李再唐基本上身兼第一台、第二台及第五台台長數職。
基於香港電台是政府借助加強公眾宣傳教育或連繫的其中一個渠道，香港回歸至今不少大型活動都有跟香港電台合作。李再唐於2003年晉升為機構發展組總監前，於1999年監製跨年慶典活動龍騰燈耀慶千禧。2002年聯同顧嘉煇把歌曲〈小時候〉改編成香港是我家2002版本，以配合政府推行公民教育。升職同年又監製為「心連心全城抗炎大行動」創作的公益歌曲〈香港心〉。2007年負責統籌香港特區政府為「香港特別行政區成立十周年紀念」製作的官方主題曲〈始終有你〉。2008年擔任北京奧運會開幕及閉幕式文化活動的策劃人及監製，同時統籌迎接奧運會倒數一周年的主題曲〈We Are Ready〉。除此之外，他曾數度協調民政事務局跟中央人民政府駐香港特別行政區聯絡辦公室合辦的「中華民族文化周」交流項目，因而於2009年獲政府頒發行政長官公共服務獎狀，同年更獲得中華人民共和國國務院第5屆民族團結進步模範表彰。
一般公務員的退休年齡多為60歲，但李再唐選擇於2011年提早退休。而距離他離開電台前兩年，他本來官至香港電台機構發展組總監，2009年只主管第五台節目事務。他另一方面被委任為香港小交響樂團監察委員會委員，曾擔任中國香港數碼音像協會常務副會長、中國音像版權統一管理協會副總幹事以及廣東省茂名市政協港澳特邀委員兼香港茂名同鄉總會顧問。

### 離職動向
李再唐於2011年重拾堪輿家業，由公務員梯隊一員轉為從事風水行業。他不但到訪美國史丹福大學和世界各地大學講學，還會不時繼續投入幕後製作，如於2012年為「香港特別行政區成立十五周年紀念」統籌官方活動指定獻禮歌曲〈難忘時刻〉、2014年為徐小明擔任「感恩豪情演唱會」製作總監、2019年監製慈山寺開光大典、2020年10月與車森梅擔任香港佛教聯合會跟香港電台社區廣播服務計劃合辦，合共13集的「『心』深漫遊」的義務監製等等。他現時為香港孔教學院副院長及香港菩提學會主辦佛教菩提護理安老院院監，2013年11月開始主持網台D100節目「順天知命」至今。

## 個人生活
李再唐已婚，妻子車森梅為前香港電台播音員及配音員。2人早於童年時參加兒童節目期間結緣（節目編導有播音員曾永強、音樂家曾葉發），1981年12月25日在香港大會堂婚姻登記處註冊結婚和舉行婚禮，婚後育有一對女兒。另外，李再唐自1978年起成為香港作曲及作詞家協會會員。
有鑑父親於1980年代算出自己壽元將盡而感到意志消沉，李再唐明白到能夠通過皈依佛法去消除這種內心恐懼不安的感覺。結果經過一番鑽研之後，他決定於1990年代到四川成都昭覺寺皈依住持清定上師座下，成為佛教徒，而且取了一個「智悟」法號。此後他曾當選國際佛光會香港協會副會長，還有以崇祖堂顧問有限公司董事名義（2010年成立，2014年交由其女兒打理）宣揚佛教。學術方面，他是前香港浸會大學文學院顧問委員會主席，持有亞洲文化研究博士銜頭。

## 廣播劇演出
*若有資料提供，請協助補充遺漏部分。

### 香港電台
| 首播   | 劇目名稱                 | 角色           | 集數                         | 備註 |
| 待考   | 群雄春燈會               |                |                              | 與李學斌、陳炳球、葉一敏                                                                                         |
| 待考   | 唐太宗外傳               |                |                              | 編導：葉世雄 編劇：靈珊 與葉世雄、陳德信、林友榮、曾永強、莫家駒、車森梅、鍾偉明等                               |
| 待考   | 慧眼識英雄               |                |                              | 於「民間故事」節目內播出 編導：何楚雲 編劇：蘇廷芝 與莫家駒、曾永強、董麗誠、謝蘊儀、車森梅等                    |
| 1975年 | 龍鳳慶元宵               | 祖宗蔭         | 第2集                        | 於「民間故事」節目內播出 與李夏威、楊麗仙、敬海林、熊德誠、潘志文等                                              |
| 1975年 | 龍翔鳳舞賀新年           | 康成德         | 第3至5集                     | 於「民間故事」節目內播出 與李夏威、楊麗仙、敬海林、尹多明、勞韻妍等                                              |
| 1979年 | 天刀                     |                |                              | 與李學斌、楊麗仙、陳炳球、葉慧芳                                                                                 |
| 1979年 | 新編嶺南掌故：毒麵包奇案 | 譚財、法庭傳譯 | 第3集、第5集                 | 第五台「新編嶺南掌故」節目內播出 編導：何楚雲 編劇：甘豐穗 與熊良錫、陳婉紅、陳炳球、朱曼子、源家祥等            |
| 1984年 | 透明光                   | 黃偵探         |                              | 於「驚心動魄」節目內播出 監製：李安求 編導：梁繼璋 編劇：伍永 與李學斌、蔡雅各、楊麗仙、曲家穗、魏便利、簡偉安等 |
| 1984年 | 叢林之神                 | 歇夫           |                              | 於「驚心動魄」節目內播出 監製：李安求 編導：梁繼璋 與李學斌、蔡雅各、車森梅、簡偉安等                            |
| 1985年 | 女中丈夫                 | 馬老大         | 第7至8集                     | 於「城市故事」節目內播出 監製：李安求 編導：葉世雄、盧偉力 與湘漪、曾永強、陳炳球、姚秀鈴、盧偉力、林超榮等      |
| 1986年 | 萍踪俠影錄               | 潮音和尚       | 第1至3集、第13至17集、第33集 | 監製：李安求 編導：吳偉榮、李學斌 與楊麗仙、倪秉郎、李德能、姚秀鈴                                               |
| 1990年 | 詹遜尋找金羊毛的冒險故事 | 詹遜           |                              | 「希臘神話故事」系列 編導：麥慧琪 編劇：麥燕明 監製：魏便利                                                      |
| 2010年 | 南非與曼德拉             | 校長           |                              | 編劇：古天農 與古天農、廖啟智、姚秀鈴、丁家湘                                                                    |

## 主持節目
*若有遺漏，請協助補充相關資料。
香港電台
- 1970年代 青春交響曲[10]
- 1970年代 太平山下漫步
- 1980年代 八十年代
- 1980年代 漁民一周
- 1980年代 青少年天地
- 1980年  逢三進入問答比賽

D100
- 2014年至今：順天知命

## 監製/編導作品
*若有遺漏，請協助補充相關資料。
香港電台（廣播）
- 八十年代
- 太平山下漫步
- 絃內之音
- 1979年至1980年：詩經新探[21]
- 1980年：中國音樂花園[21]
- 醫學常識解答[21]
- 少年警訊之聲[21]
- 1981年：空中結緣[6]
- 1993年：萬千希望在人間（香港電台）
- 2020年：「心」深漫遊

## 填詞作品
- 待考：曾葉發〈豐盛的人生〉
- 1979年：青少年天地[註 1]
- 1980年：鍾文康〈愛的季節〉、〈經緯線上〉、〈青春的心〉、〈何處是岸〉
- 1981年：威利〈長街即景〉
- 1982年：許炳森〈桃源行〉
- 1985年：董瑋〈超齡處男〉[註 2]
- 1992年：蔡齡齡、陳永業〈情是永遠著迷〉
- 2000年：馬浚偉〈永遠諾言〉[註 3]
- 2002年：香港是我家

## 主唱歌曲
- 1988年：〈給我一千年〉[註 4]

## 參與節目
嘉賓
- 2013年：輝哥的饌賞（now TV）

其他
- 中華五千年（聲演歷史人物，香港電台）